# 時はもう無駄に出来ない
「時はもう無駄に出来ない」（原題： Ain't Wastin' Time No More）は、オールマン・ブラザーズ・バンドが1972年に発表した楽曲。歌詞はデュアン・オールマンの事故死に大きく関わっており、弟のグレッグ・オールマンによって書かれた。

## 概要
1971年10月29日、デュアン・オールマンはジョージア州メイコンでオートバイを運転中、トラックをよけようとして衝突、バイクから投げ出され死亡した。グループはアルバムの制作途中であった。本作品のメロディはデュアンが死ぬ前にほぼ完成していたものの歌詞はなかった。ベリー・オークリーとジェイモーに促されグレッグはその曲をレコーディングする必要を強く感じ、詞を書き上げた。「時はもう無駄に出来ない／なぜって時間はハリケーンのように飛び去るものだから／あるいはそれよりも早く」
グレッグの自伝によれば、兄だけでなくベトナム戦争の帰還兵たちも念頭にあったという。
レコーディングは同年12月、マイアミのクライテリア・スタジオで行われた。デュアン・オールマンの代名詞であったスライド・ギターをディッキー・ベッツが弾き、この楽曲が鎮魂歌であることが知れる。
1972年2月12日発売のアルバム『イート・ア・ピーチ』のA面1曲目に収録された。4月にシングルカットされ、5月13日付のビルボード・Hot 100で77位を記録した。

## ライブ・バージョン
- 1972年2月11日にジョージア州メイコンで行ったコンサートでのバージョン。2004年発売のライブ・アルバム『Macon City Auditorium: 2/11/72』に収録された[6]。

- 1972年4月1日から4日にかけてプエルトリコで行われたロック・フェスティバル「Mar y Sol Pop Festival」にオールマン・ブラザーズ・バンドは出演し、そのときの本作品のライブ音源（4月2日）がコンピレーション・アルバム『Mar Y Sol: The First International Puerto Rico Pop Festival』に収録された。同ライブ音源は、1989年6月20日発売のボックス・セット『Dreams』にも収録された。

- 1972年4月7日にニューヨーク州シラキュースで行われたコンサートでのバージョン。2024年発売のライブ・アルバム『Manley Field House, Syracuse University, April 7, 1972』に収録された。

- 1972年12月31日にニューオリンズで行ったコンサートでのバージョン。2枚組のライブ・アルバム『熱風』（1976年）に収録された。

- 2003年3月25日から26日にかけてニューヨークのビーコン・シアターで行ったコンサートでのバージョン。映像がDVD『Live at the Beacon Theatre』に収録された[7]。スライド・ギターはデレク・トラックス。

## 演奏者
- グレッグ・オールマン - ボーカル、ピアノ、オルガン
- ディッキー・ベッツ - スライド&リード・ギター
- ベリー・オークリー - ベース
- ブッチ・トラックス - ドラムス、パーカッション
- ジェイモー - ドラムス、コンガ